# Municipio de Home Lake
El municipio de Home Lake (en inglés: Home Lake Township) es un municipio ubicado en el condado de Norman en el estado estadounidense de Minnesota. En el año 2010 tenía una población de 148 habitantes y una densidad poblacional de 1,59 personas por km².

## Geografía
El municipio de Home Lake se encuentra ubicado en las coordenadas 47°11′45″N 96°14′9″O / 47.19583, -96.23583. Según la Oficina del Censo de los Estados Unidos, el municipio tiene una superficie total de 93.29 km², de la cual 92,86 km² corresponden a tierra firme y (0,46 %) 0,42 km² es agua.

## Demografía
Según el censo de 2010, había 148 personas residiendo en el municipio de Home Lake. La densidad de población era de 1,59 hab./km². De los 148 habitantes, el municipio de Home Lake estaba compuesto por el 93,24 % blancos, el 4,05 % eran amerindios, el 0,68 % eran asiáticos y el 2,03 % eran de una mezcla de razas. Del total de la población el 0 % eran hispanos o latinos de cualquier raza.